# Бережанка (Херсонская область)
Бережа́нка (укр. Бережанка) — село в Верхнерогачикской поселковой общине Каховского района Херсонской области Украины.
Население по переписи 2001 года составляло 603 человека. Почтовый индекс — 74420. Телефонный код — 5545. Код КОАТУУ — 6521580601.